# اچ‌ام‌اس فاکسهوند (۱۸۰۶)
اچ‌ام‌اس فاکسهوند (۱۸۰۶) (به انگلیسی: HMS Foxhound (1806)) یک کشتی بود که طول آن ۱۰۰ فوت ۰ اینچ (۳۰٫۵ متر) بود. این کشتی در سال ۱۸۰۶ ساخته شد.